# Spinotarsus bullatus
Spinotarsus bullatus är en mångfotingart som först beskrevs av Carl Graf Attems 1926.  Spinotarsus bullatus ingår i släktet Spinotarsus och familjen Odontopygidae. Inga underarter finns listade i Catalogue of Life.